# Tango Tangles
 Tango Tangles és una pel·lícula burlesca estatunidenca del 1914 produïda, escrita i dirigida per Mack Sennett. És un curtmetratge en que Charlie Chaplin, no interpreta Charlot i va sense maquillatge, així com els altres còmics de la Keystone Pictures Studio. Sennett  va acordar amb ells improvisar una comèdia parcialment rodada en un dance hall de Venice (Los Angeles). La pel·lícula va ser completada el 17 febrer de 1914 i distribuïda en els Estats Units per Mutual Film el 9 març. En anglès és coneguda també amb els títols Charlie's Recreation i Music Hall.

## Argument
En una sala de ball, un client visiblement alegre es fixa en la bonica encarregada de vestuari i l'arrossega al ball agafant-la amb ardor, suscitant la gelosia del capitost que intervé per alliberar-la, tot i que la noia no semblava desplaguda. Comença un violent altercats obre qui és millor que el capitost, que s'enorgulleix amb la bella, que resulta però ser la promesa del clarinetista gras de l'orquestra.

## Repartiment
- Charles Chaplin (ballador)
- Ford Sterling (director de la banda)
- Roscoe Fatty Arbuckle (clarinetista)
- Chester Conklin (ballador vestit de policia)
- Minta Durfee (balladora)
- Charles Avery	(ballador del barret de palla)
- Alice Davenport (balladora)
- Glen Cavender	(bateria)
- Billy Gilbert	(ballador amb barret de cowboy)
- William Hauber (flautista)
- Bert Hunn	(ballador)
- George Jeske (music de la corneta)
- Edgar Kennedy	(director de la sala de ball)
- Sadie Lampe (balladora)
- Hank Mann (ballador)
- Harry McCoy (pianista)
- Rube Miller (ballador expulsat)
- Dave Morris (organitzador del ball)
- Eva Nelson (balladora)
- Frank Opperman (clarinetista)
- Peggy Pearce (ballador)
- Al St. John (ballador amb disfressa de presoner)